# CFL série 250
Les 250 sont un modèle d'automotrices bicaisses, surnommées Moulinex,, dérivées des Z 6100 de la SNCF et exploitées par les CFL entre 1975 et 2005. En 2006, les CFL revendent toutes les rames des séries 250 et 260 encore en état de fonctionner en Roumanie.

## Description
Dans les années 1970, les CFL souhaitent acquérir dans des délais courts du matériel peu coûteux en entretien pour les lignes secondaires du réseau. Le choix se porte sur le constructeur Carel Fouché qui propose à l’époque un dérivé de l'automotrice française Z 6100, en service depuis 1965 au sein de la SNCF.
Les principales différences avec les Z6100 étaient :
- la présence de deux portes par face au lieu de trois (la porte centrale était remplacée par deux fenêtres) ;
- l’absence de remorque centrale ;
- une livrée différente avec des bandes de visibilité orange.

## Service
Les CFL exploitaient les 250 sur les lignes les moins fréquentées de leur réseau, dont certaines sont aujourd’hui fermées. Les engins assuraient des missions Regionalbunn (RB) :
- Bettembourg - Volmerange-les-Mines ;
- Esch-sur-Alzette - Audun-le-Tiche ;
- Noertzange - Rumelange - Ottange ;
- Kautenbach - Wiltz ;
- Diekirch - Ettelbruck.

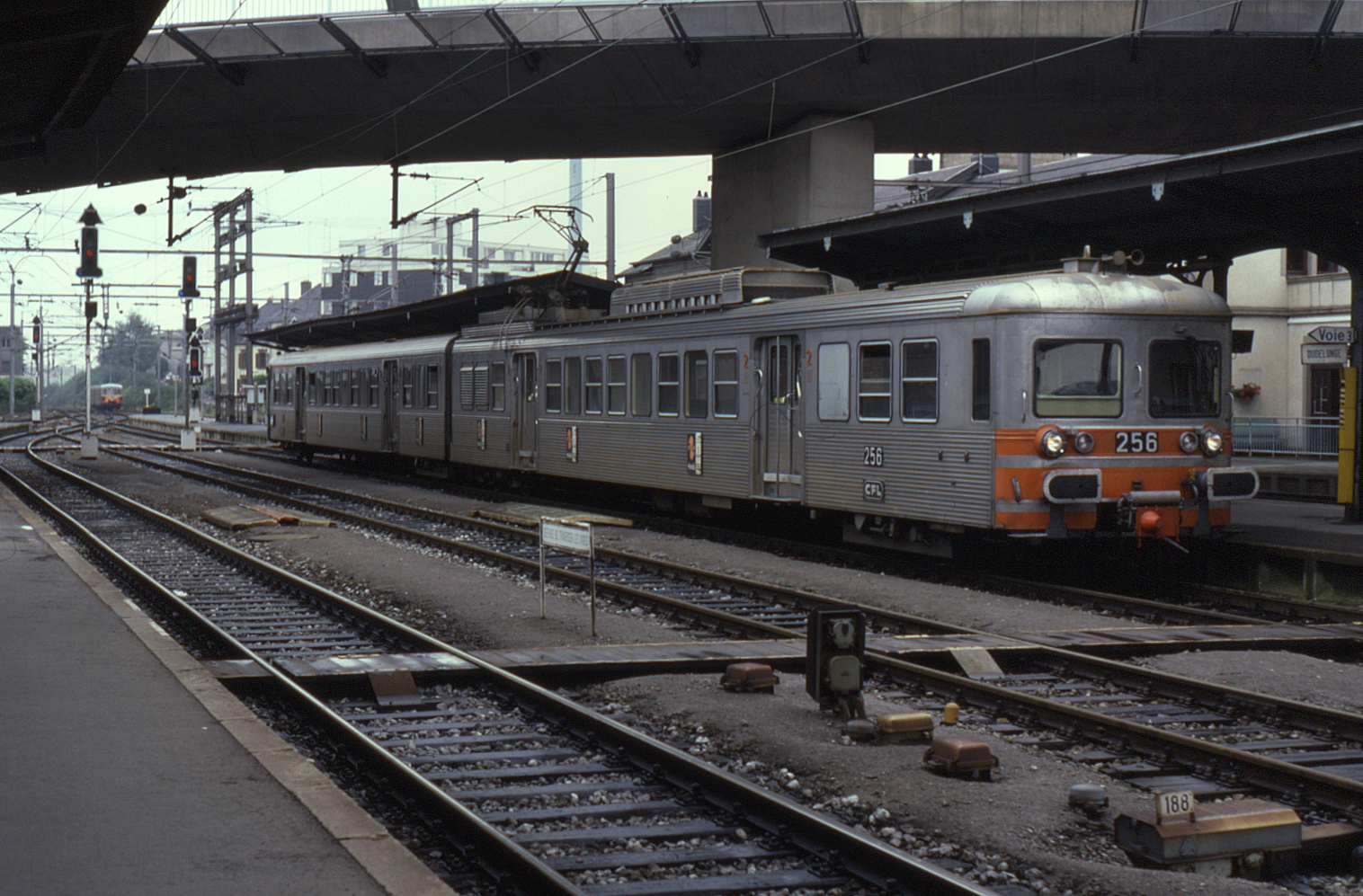
La 256 à Bettembourg en 1987.

## Rames particulières

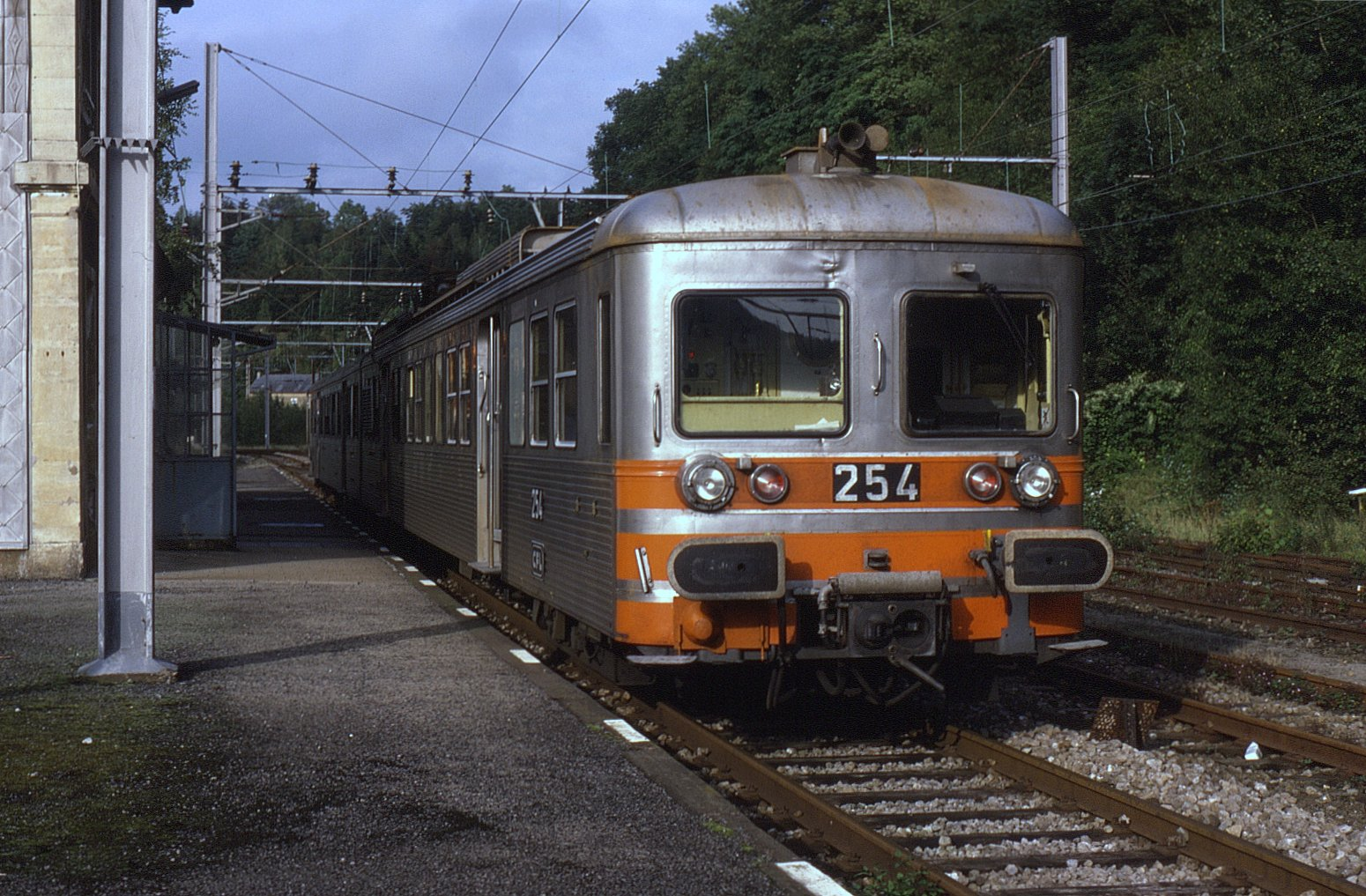
La rame 254 à Rumelange - Ottange en 1987.

À la fin de sa carrière, la rame 253 circulait en composition tricaisse avec adjonction de la remorque centrale de la rame 261.
La motrice de la rame 254 a été détruite dans une prise en écharpe avec un train de marchandises en 2002.

## Retrait du service
L'arrivée des automotrices 2200 et de compositions réversibles à deux niveaux a permis la radiation des 250 en 2005.
En dehors de la motrice 254 avariée puis mise à la ferraille, toutes les 250 ont été revendues aux Chemins de fer roumains.